# جوزيه فالديز
جوزيه فالديز (بالإنجليزية: Jose Valdez)‏ هو لاعب كرة قدم أمريكية أمريكي، ولد في 13 ديسمبر 1986 في سانت فرنسيس في الولايات المتحدة.

## وصلات خارجية
- جوزيه فالديز على موقع مرجع كرة القدم المحترفة.كوم (الإنجليزية)